# Valletta Football Club
El Valletta Football Club és un club maltès de futbol de la capital del país, Valletta.

## Història
El Valletta Football Club va ser fundat l'any 1943, com a resultat de la fusió de Valletta Prestons i Valletta St. Paul's, i és l'hereu del desaparegut Valletta United (1904 - 1932), que havia guanyat dos títols de lliga abans de la Segona Guerra Mundial. També existí el Valletta City (1934).

## Palmarès
- Lliga maltesa de futbol: 25

1914/15* 1931/32* 1944/45 1945/46 1947/48 1958/59 1959/60 1962/63 1973/74 1977/78 1979/80 1983/84 1989/90 1991/92 1996/97 1997/98 1998/99 2000/01 2007/08, 2008, 2011, 2012, 2014, 2016, 2018, 2019
* com a Valletta United
- Copa maltesa de futbol: 11

1959/60 1963/64 1974/75 1976/77 1977/78 1990/91 1994/95 1995/96 1996/97 1998/99 2000/01
- MFA Super Cup: 6

1989/90 1994/95 1996/97 1997/98 1998/99 2000/01
- Löwenbräu Cup: 6

1993/94 1994/95 1995/96 1996/97 1997/98 2000/01
- Super 5 Lottery Tournament: 4

1992/93 1996/97 1999/00 2000/01
- Centenary Cup: 1

2000
- MFA Malta Cup: 1

1943/44
- Cassar Cup: 4

1943/44 1958/59 1965/66 1967/68
- Cousis Shield: 2

1914/15* 1920/21*
* com a Valletta United
- Coronation Cup: 1

1953/54
- Scicluna Cup: 2

1960/61 1963/64
- Sons of Malta Cup: 2

1974/75 1978/79
- Independence Cup: 3

1974/75 1979/80 1980/81
- Testaferata Cup: 1

1979/80
- Euro Cup: 3

1983/83 1987/88 1989/90
- BetFair Cup: 1

2008 vs Juventus